# St. Martin (Ohio)
St. Martin és una població dels Estats Units a l'estat d'Ohio. Segons el cens del 2000 tenia 91 habitants.

## Demografia
Segons el cens del 2000, St. Martin tenia 91 habitants, 32 habitatges, i 28 famílies. La densitat de població era de 30,3 habitants/km².
Dels 32 habitatges en un 40,6% hi vivien nens de menys de 18 anys, en un 81,3% hi vivien parelles casades, en un 6,3% dones solteres, i en un 12,5% no eren unitats familiars. En el 12,5% dels habitatges hi vivien persones soles el 6,3% de les quals corresponia a persones de 65 anys o més que vivien soles. El nombre mitjà de persones vivint en cada habitatge era de 2,84 i el nombre mitjà de persones que vivien en cada família era de 3,11.
Per edats la població es repartia de la següent manera: un 28,6% tenia menys de 18 anys, un 6,6% entre 18 i 24, un 26,4% entre 25 i 44, un 30,8% de 45 a 60 i un 7,7% 65 anys o més.
L'edat mediana era de 40 anys. Per cada 100 dones de 18 o més anys hi havia 103,1 homes.
La renda mediana per habitatge era de 60.417 $ i la renda mediana per família de 60.833 $. Els homes tenien una renda mediana de 33.750 $ mentre que les dones 28.125 $. La renda per capita de la població era de 18.833 $. Cap de les famílies estaven per davall del llindar de pobresa.

## Poblacions més properes
El següent diagrama mostra les poblacions més properes.